# Google Code-in
Google Code-in（グーグルコードイン、略称：GCI）は Google LLCがホストする1年ごとに行われていたプログラミングコンテストである。対象は大学進学前の生徒で、さまざまなオープンソースの提携組織からタスクの指定を受け、完了させる機会を設けている。コンテストの旧称はGoogle Highly Open Participation Contestといい、2010年に新しい形式に変更された。タスクを完了した生徒には証明書とTシャツが贈られる。大賞受賞者は参加各組織単位で2名ずつ選ばれ、副賞としてカリフォルニア州マウンテンビューにある Google本社へ招待される。2020年1月に最後のコンテストが開催されて終了した。 

## 沿革
このプログラムは2007–2008年に高校生を対象としたGoogle Highly Open Participation コンテストとして始まり、高校生のオープンソースプロジェクト参加を奨励するという趣旨のもと開催されていた。2010年には名称をGoogle Code-inに変更、2014年開催後はWebサイトをGoogle Melangeから別のGoogle Code-in専用サイトに置き換えた。2016年に初参加したアフリカのモーリシャスはその強力なデビューに注目を浴びると、翌2017年には初の大賞受賞者を生み出した。 
コンテストの参加資格は参加時期に13歳以上で、高等学校（もしくは高等学校相当の大学進学課程または中等教育課程）に在籍する生徒としている。賞品としてGoogle提供のコンテストTシャツ、1件以上のタスク完了の参加証明書、タスク完了3件ごとに賞金100米ドルずつ、最大500米ドルが含まれる。大賞受賞者には、授賞式出席のためGoogle本社への招待旅行が設けられていた。大賞受賞者合計10人の選考は、オープンソースの各参加プロジェクト単位で大賞授与の参加者を1名ずつ選出する。 

## 統計
| 年   | 組織数 (件) | 参加者 (名) | 完了タスク 合計 (件) |
| ---- | ----------- | ----------- | -------------------- |
| 2010 | 20          | 326         | 2,167                |
| 2011 | 18          | 542         | 3,054                |
| 2012 | 10          | 334         | 1,925                |
| 2013 | 10          | 337         | 2,113                |
| 2014 | 12          | 658         | 3,236                |
| 2015 | 14          | 980         | 4,776                |
| 2016 | 17          | 1,340       | 6,418                |
| 2017 | 25          | 3,555       | 16,468               |
| 2018 | 27          | 3,124       | 15,323               |
| 2019 | (開催前)    | (開催前)    | (開催前)             |

## 参加資格
応募者は参加時の年齢が13–17歳の範囲とされる。また保護者の同意書と大学進学課程の在学・登録証明書類のアップロードが条件である。 

## プログラム

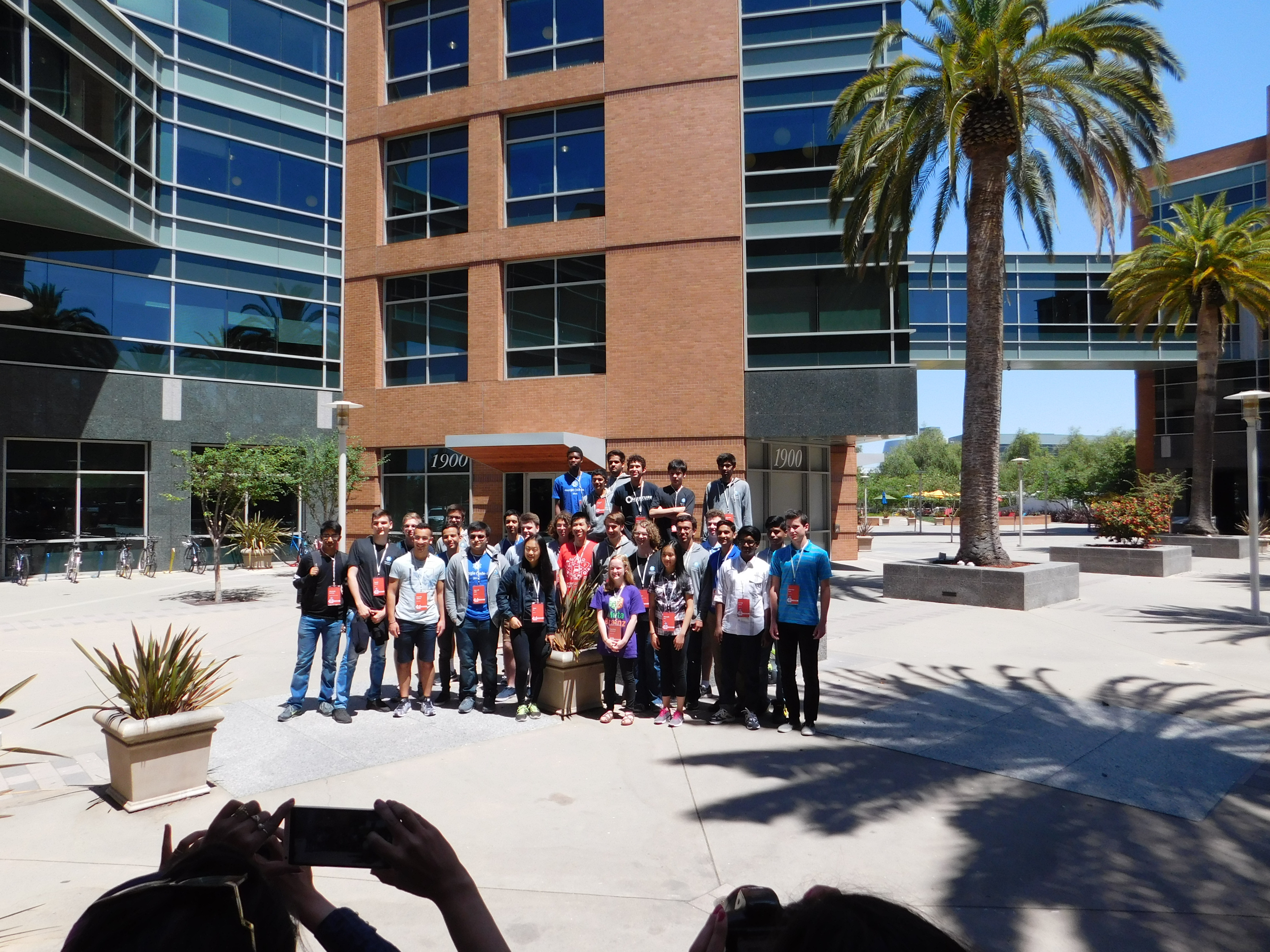
大賞受賞者の集合写真。Google Code-in2015 招待旅行にて。

Googleには提携先として特定のオープンソース組織があり、すべてこれまでにGoogle Summer of CodeなどGoogleオープンソースプログラムの参加経歴がある。それぞれの組織から大学入学前の生徒を対象に、自己完結型の「一口サイズ」のタスクを設計して出題される。コンテストが始まると、生徒は担当したいタスクを申請し、登録が完了すると定められた期間内にタスク完了を目指す。メンターおよび組織のコミュニティから支援を受けることができるし、必要に応じて生徒から期限延長を請求することも認められる。 

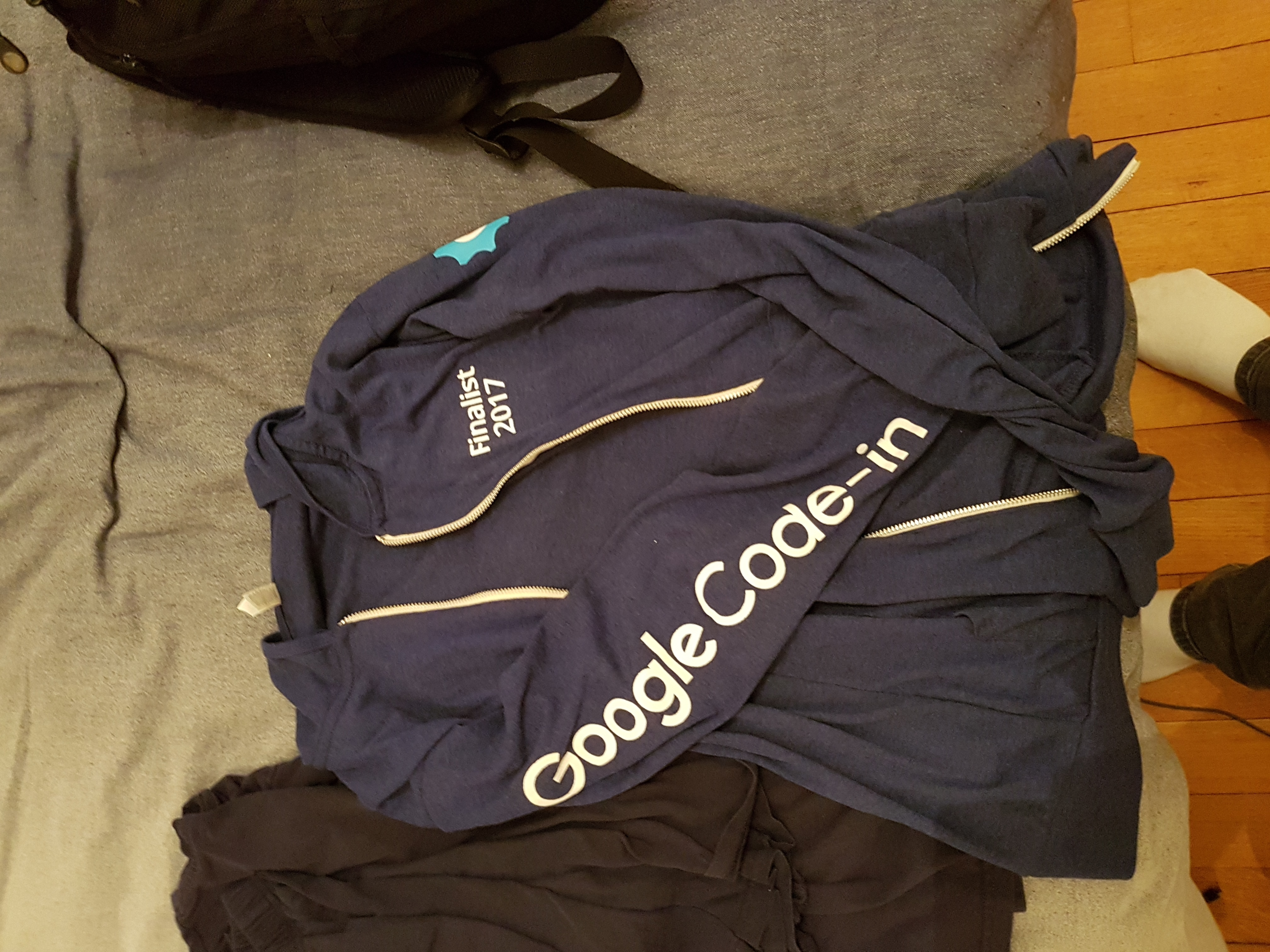
大賞の賞品はフード付きパーカー

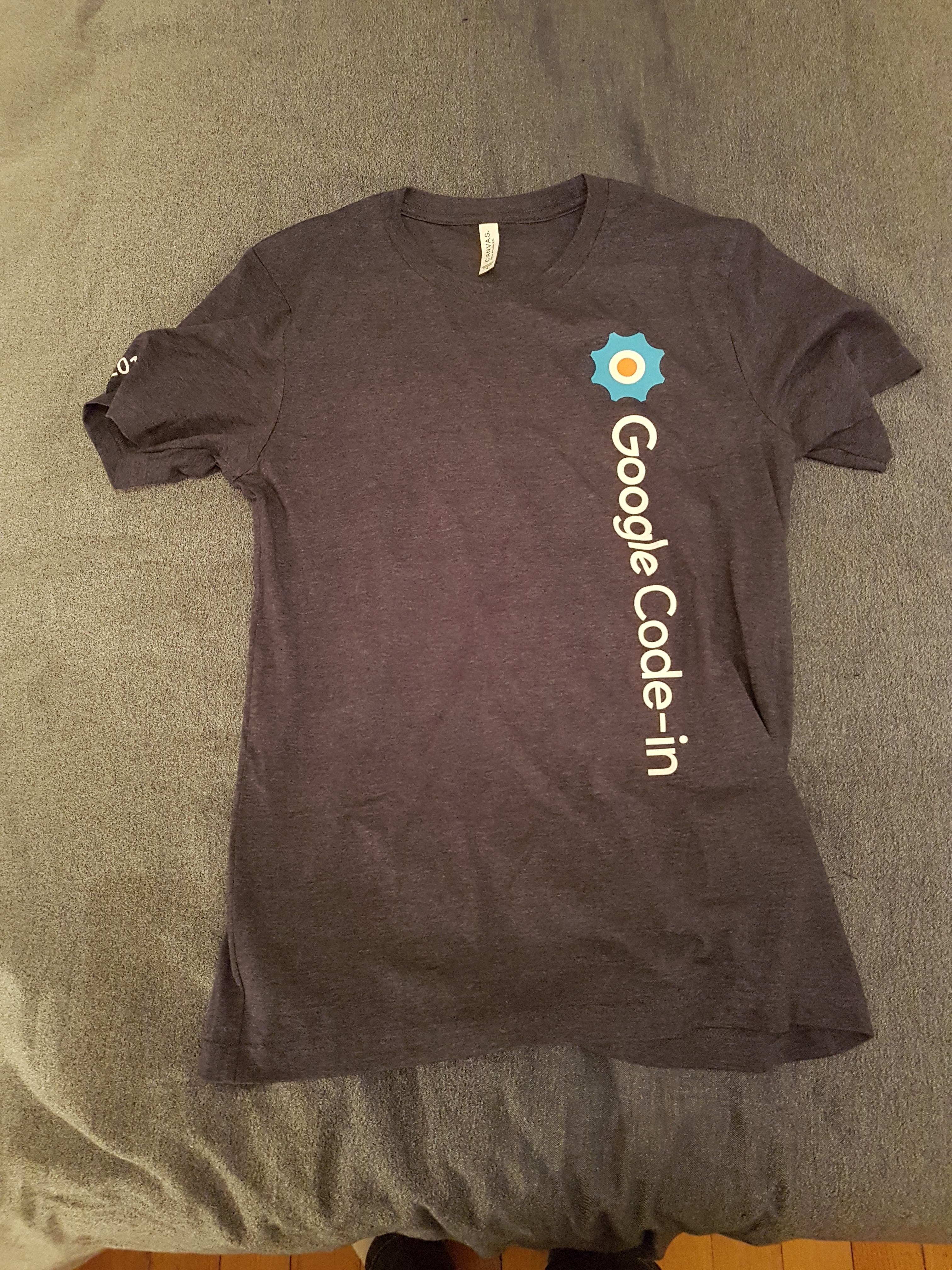
Google Code-inの賞品Tシャツ(2017年版)

## 各賞
完了タスク単位で証明書が発行される。完了したタスクが3件以上の生徒には証明書のほかTシャツが1枚授与される (上限1枚)。コンテストの最後成績を見て生徒2名を主催組織が大賞に選び、米国カリフォルニア州マウンテンビューのGoogle本社に招待する。4日の滞在期間中に表彰式、エンジニアとの面談のほかサンフランシスコ市内観光が組み込まれる。